# Wendy Coakley-Thompson
Wendy Coakley-Thompson (sinh ra là Wendy Cecille Thompson vào ngày 27 tháng 12 năm 1966 tại Brooklyn, New York), là một tác giả tiểu thuyết chính thống. Tác phẩm của Coakley-Thompson là một phần của văn học Mỹ gốc Phi hiện đại hàng năm. Tiểu thuyết của Coakley-Thompson đề cập đến các chủ đề và vấn đề liên quan đến mối quan hệ giữa các chủng tộc, chủng tộc, bản sắc chủng tộc và những người thuộc chủng tộc hỗn hợp.
Coakley-Thompson có bằng Cử nhân về Diễn thuyết và Sân khấu (Phát thanh) từ Montclair State College ở Upper Montclair, New Jersey; bằng Thạc sĩ Nghệ thuật Truyền thông của Đại học William Paterson ở Wayne, New Jersey; và bằng Tiến sĩ Giáo dục (Thiết kế Hướng dẫn, Phát triển và Đánh giá) từ Đại học Syracuse ở Syracuse, New York.
Luận án của Coakley-Thompson, được viết vào năm 1999 để hoàn thành một phần bằng tiến sĩ có tựa đề: Việc sử dụng phương tiện truyền thông phổ biến trong giáo dục đa văn hóa: Gợi ý căng thẳng cho sinh viên hai màu đen/không đen.
Mặc dù cô sống ở Montclair, New Jersey, trong hơn một thập kỷ, Coakley-Thompson được nuôi dưỡng ở Nassau, Bahamas. Bà được sinh ra từ cha mẹ Bahamas, Frederick Oliver Wendell Thompson (1929 Tắt1982) và Marina Thompson (nhũ danh Coakley).
Vào tháng 12 năm 2006, Rainy Friday Films, một công ty sản xuất độc lập có trụ sở tại Chicago, đã lựa chọn bản quyền bộ phim cho What You Won't Do for Love, tiểu thuyết thứ hai của Coakley-Thompson. Từ tháng 2 năm 2007 đến tháng 10 năm 2007, Coakley-Thompson đồng tổ chức The Book Squad trên WMET1160 với tác giả Karyn Langhorne.